# كمان ستروه

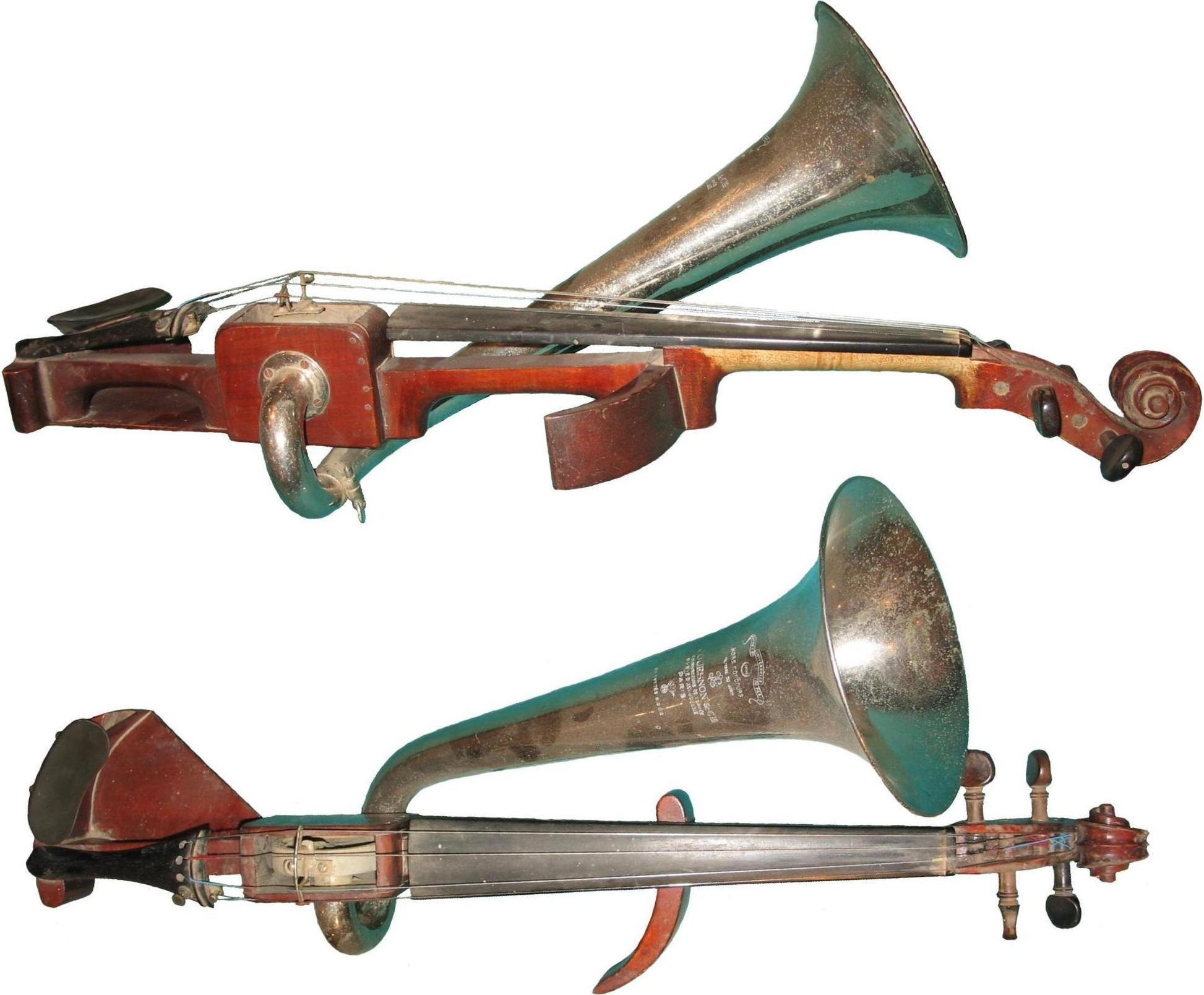
كمان ستروه (الستروفيول)

كمان ستروه أو الستروفيول هو نوع من الآلات الموسيقيَّة الوتريَّة التي تعمل من خلال التضخيم الميكانيكي للصوت عن طريق رنان معدني وبوق موصول بجسم الآلة.  يشير اسم ستروفيول إلى الكمان، ولكن عدّلت آلات أخرى ووصِلت بجهاز تكبير. يرجع الفضل في اختراع الآلة إلى يوهانس ماتياس أغسطس ستروه (وهو مهندس كهربائي من فرانكفورت) في لندن عام 1899.

## الكمان البوقي الروماني
يشبه الكمان البوقيّ الرومانيّ آلة كمان ستروه. انتجت هذه الآلة خلال القرن العشرين. ولها نفس طول كمان ستروه، ولكن بوقها أضيق وصوتها أكثر توجيهًا. استوحيت بنية الآلة من عنصر تنجستن في الفونوغراف. استطاع الهواة والورش الصغيرة صناعتها بسهولة، ولعل هذا يفسر وجود طرازات عديدة في أوروبا الشرقيَّة.

## وصلات خارجية
- مقطع فيديو لعازف كمان الستروه كوروين زيكلي
- مقطع فيديو لسيبركوف وهو يعزف على كمان ستروه